# 1645

## أحداث
- 5 ديسمبر: تأسيس مدينة تاوباتي وتقع حاليا في البرازيل.
- يوليو: نهاية حصار تونتون والذي بدأ في سبتمبر 1644.
- بداية حرب كريت في 23 يونيو 1645 والتي انتهت في 1669.

## مواليد
- إسماعيل بن علي الشريف
- وليام كيد
- سلطان الدولة العلوية مولاي إسماعيل

## وفيات
- فرانسيسكو دي كيفيدو
- مياموتو موساشي
- ميخائيل روسيا